# Wilhelm von Gennep

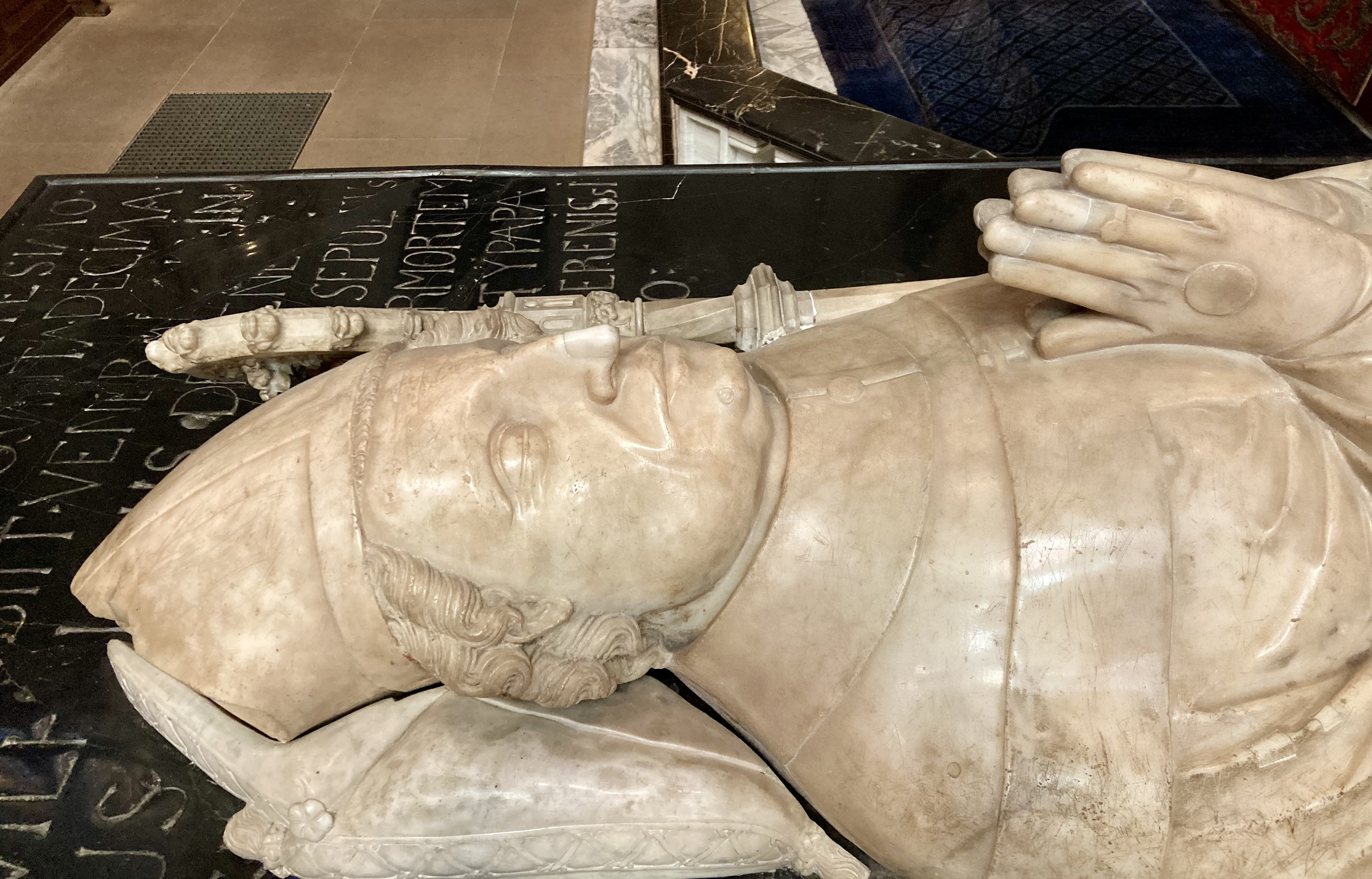
Im Kölner Dom begraben: Wilhelm von Gennep

Wilhelm von Gennep († 15. September 1362 in Köln) war von 1349 bis 1362 Kurfürst und Erzbischof von Köln.

## Leben
Wilhelm stammte aus einem kleineren niederrheinisch-maasländischen Grafengeschlecht, das nach dem Ort Gennep benannt ist. Bereits unter seinem Vorgänger Walram von Jülich war er als erzbischöflicher Sekretär in Köln tätig und dessen wichtigster Berater.
Nach dem Tod seines Vorgängers wurde er gegen den Willen des Königs (und späteren Kaisers) Karl IV. zum Erzbischof gewählt. Unterstützung fand er hierbei vor allem durch brabantische und französische Protektion, so dass er am 18. Dezember 1349 durch Papst Clemens VI. zum Erzbischof von Köln ernannt werden konnte. Wilhelm vereinbarte am 13. Mai 1351 mit Herzog Johann von Brabant, dessen Sohn Herzog Gottfried von Limburg (* 1347, † 1352) und den Städten Köln und Aachen auf zehn Jahre das Landfriedensbündnis Maas-Rhein.
Wilhelm erwies sich als tüchtiger Fürst und so gelang ihm binnen kurzer Zeit die wirtschaftliche Konsolidierung des Erzstiftes, was ihm die machtvolle Ausübung seiner landesherrlichen Gewalt ermöglichte. Seine kraftvolle Innenpolitik war die Grundlage für eine im Ganzen unkriegerische und erfolgreiche Außenpolitik. Diese gipfelte in einer intensiven Reichspolitik. Nicht nur politische Verbindungen nach Frankreich, England und dem nordwestlichen Europa waren die Folge, sondern vermutlich auch eine maßgebliche Mitwirkung an der Formulierung der Goldenen Bulle im Jahr 1356. Die Goldene Bulle bestätigte den Erzbischöfen von Köln die Kurfürstenwürde sowie das Erzamt des Erzkanzlers für Reichsitalien.
Er starb am 15. September 1362 in Köln. Im Kölner Dom wurde er in einem von ihm errichteten Hochgrab im Mittelgang des Hochchores beigesetzt. Die Tumba wurde im Zuge der Barockisierung teilweise zerstört und 1904 in der Kreuzkapelle aufgestellt.

## Dombau

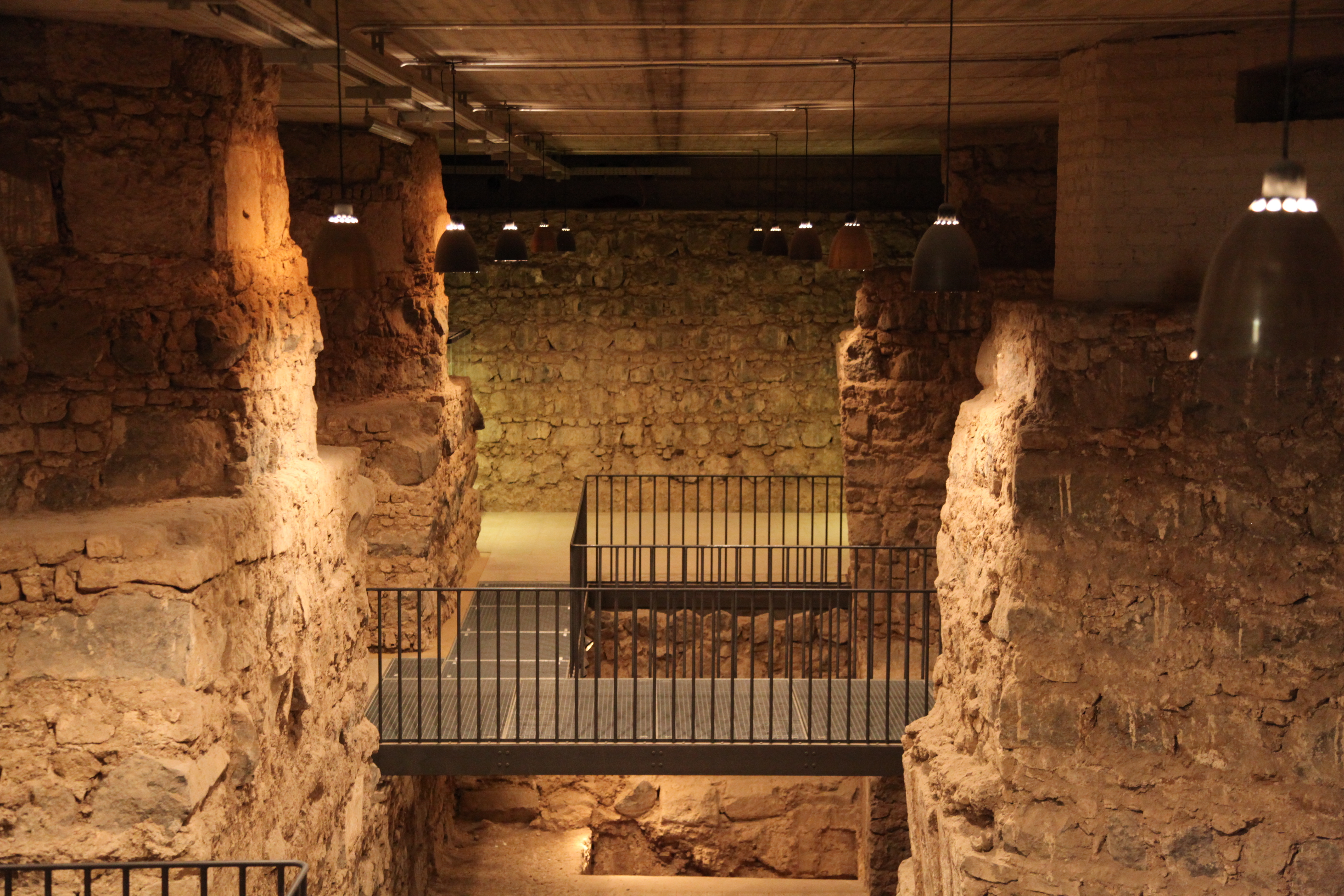
Monumentale Fundamente: Ausgrabung unter dem Kölner Dom zeigt Dimension der Grundmauern

Wilhelm ließ mit dem Turmbau am Kölner Dom beginnen – obwohl das südliche Langhaus erst teilweise fertiggestellt war. Für die Turmbauplanungen beauftragte er Baumeister Michael von Savoyen, der am Bau des Freiburger Münsters mitgearbeitet hatte. Michaels Pläne sahen vor, den Turm über zwei Seitenschiffen aufgehen zu lassen. Zur Erhalt der Proportionen verlangte der Turm daher das achtfache Bauvolumen dessen, was bei französischen Kathedralen üblich war. Mit dieser monumentalen Größe wollte der beauftragende Erzbischof seine bedeutende Position im Reich als maßgeblicher Kurfürst für die Königswahl untermauern. Die erste Planserie für den Turmbau wurde um 1350 erstellt. Die Westfassade sah fünf Portale vor. Es wird vermutet, dass die Planzeichnung von Peter Parler erstellt wurde, der damals in der Kölner Bauhütte tätig war.
Wilhelm ließ umgehend mit dem Bau der ebenfalls monumentalen Grundmauern für den Südturm beginnen, die sich aufgrund eines Münzfundes auf die Jahre um 1357 datieren lassen. Der Erzbischof sorgte mit zahlreichen Initiativen – vor allem neuen Ablässen – dafür, die notwendigen finanziellen Mittel für den Großbau bereitzustellen.
Vermutlich geht es auch auf eine Empfehlung des Erzbischofs beim Nürnberger Hoftag im Januar 1356 zurück, dass der damals erst 23-jährige Peter Parler von der Kölner Bauhütte nach Prag wechselte, um dort für Kaiser Karl IV. am Veitsdom zu bauen.